# Ruslands føderale forsamling
Ruslands føderale forsamling (russisk: Федеральное собрание Российской Федерации, tr. Federalnoje sobranije Rossijskoj Federatsii; dansk: ~ Den Føderale Forsamling for Den Russiske Føderation) består i henhold til artikel 95 stk. 1. i den russiske forfatning fra 1993 af to kamre:
- Føderationsrådet (russisk: Сове́т Федера́ции Федерального Cобрания Российской Федерации, tr. Sovét Federátsii Federalnogo Cobranija Rossijskoj Federatsii; dansk: Den føderale forsamlings samlede råd for Den Russiske Føderation ~ overhuset) med 170 repræsentanter, to fra hver af Ruslands føderale enheder, Den Russiske Føderations Forfatning artikel 95 stk. 2.[1]
- Statsdumaen (russisk: Госуда́рственная Ду́ма Росси́йской Федера́ции, tr. Gosudárstvennaja Dúma Rossíjskoj Federátsii; dansk: Statsdumaen i Den Russiske Føderation ~ underhuset) med 450 repræsentanter, Den Russiske Føderations Forfatning artikel 95 stk. 3.[1]

Begge kamre i den føderale forsamling er hjemmehørende i Moskva, i to forskellige bygninger.